# Interfraktionelle Arbeitsgruppen im Europäischen Parlament
Interfraktionelle Arbeitsgruppen im Europäischen Parlament, auch bekannt als Intergroups, sind informelle Foren im Europäischen Parlament, die den Meinungsaustausch zwischen verschiedenen Fraktionen über spezifische Themen fördern und Kontakte zur Zivilgesellschaft pflegen. Diese Gruppen bestehen aus Mitgliedern von mindestens drei verschiedenen Fraktionen und sind ein wichtiger Bestandteil der parlamentarischen Arbeit.

## Zweck und Funktion
Die Intergroups bieten eine Plattform für den informellen Dialog und die Zusammenarbeit zwischen Abgeordneten, die gemeinsame Interessen oder Ziele verfolgen. Sie tragen dazu bei, die politische Agenda des Parlaments zu beeinflussen und die Zusammenarbeit zwischen den Fraktionen zu fördern. Obwohl sie keine offiziellen Gremien des Parlaments sind, werden sie vom Parlament anerkannt und zu Beginn jeder Wahlperiode von den Fraktionsvorsitzenden einvernehmlich gebildet.

## Aktuelle Intergroups
In der laufenden Wahlperiode 2024–2029 gibt es zahlreiche Intergroups, die sich mit einer Vielzahl von Themen befassen:
- Interfraktionelle Arbeitsgruppe Korruptionsbekämpfung [IG10-01]
- Interfraktionelle Arbeitsgruppe gegen Rassismus und für Vielfalt [IG10-02]
- Interfraktionelle Arbeitsgruppe Investitionsförderung für eine wettbewerbsfähige und nachhaltige Europäische Union [IG10-03]
- Interfraktionelle Arbeitsgruppe Biologische Vielfalt, Jagd und ländlicher Raum [IG10-04]
- Interfraktionelle Arbeitsgruppe Krebs und seltene Krankheiten [IG10-05]
- Interfraktionelle Arbeitsgruppe Kinderrechte [IG10-06]
- Interfraktionelle Arbeitsgruppe Christen im Nahen Osten [IG10-07]
- Interfraktionelle Arbeitsgruppe Kohäsionspolitik und Gebiete in äußerster Randlage [IG10-08]
- Interfraktionelle Arbeitsgruppe Demografie [IG10-09]
- Interfraktionelle Arbeitsgruppe Behinderung [IG10-10]
- Interfraktionelle Arbeitsgruppe Europäisches kulturelles Erbe, Jakobsweg und weitere europäische Kulturwege [IG10-11]
- Interfraktionelle Arbeitsgruppe Armutsbekämpfung [IG10-12]
- Interfraktionelle Arbeitsgruppe Religions-, Weltanschauungs- und Gewissensfreiheit [IG10-13]
- Interfraktionelle Arbeitsgruppe Zukunft der Bildung und Kompetenzen für eine wettbewerbsfähige Union [IG10-14]
- Interfraktionelle Arbeitsgruppe Nachhaltige Tierhaltung [IG10-15]
- Interfraktionelle Arbeitsgruppe LGBTIQ+ [IG10-16]
- Interfraktionelle Arbeitsgruppe Psychische Gesundheit [IG10-17]
- Interfraktionelle Arbeitsgruppe Polizei [IG10-18]
- Interfraktionelle Arbeitsgruppe Resilienz, Katastrophenmanagement und Zivilschutz [IG10-19]
- Interfraktionelle Arbeitsgruppe Meere, Flüsse, Inseln und Küstengebiete (Searica) [IG10-20]
- Interfraktionelle Arbeitsgruppe Luft- und Raumfahrt [IG10-21]
- Interfraktionelle Arbeitsgruppe Kleine und mittlere Unternehmen (KMU) [IG10-22]
- Interfraktionelle Arbeitsgruppe Sozialwirtschaft und Dienstleistungen von allgemeinem Interesse [IG10-23]
- Interfraktionelle Arbeitsgruppe Gewerkschaften [IG10-24]
- Interfraktionelle Arbeitsgruppe Traditionelle Minderheiten, nationale Gemeinschaften und Landessprachen [IG10-25]
- Interfraktionelle Arbeitsgruppe Zweistaatenlösung für Israel und Palästina [IG10-26]
- Interfraktionelle Arbeitsgruppe Wohlergehen und Erhaltung von Tieren [IG10-27]
- Interfraktionelle Arbeitsgruppe Wein, hochwertige Lebensmittel und Spirituosen [IG10-28]

## Regelungen und Transparenz
Die Bildung und Tätigkeit der Intergroups unterliegen Artikel 35 der Geschäftsordnung des Europäischen Parlaments sowie weiteren internen Regelungen. Um Transparenz zu gewährleisten, dürfen nur im Transparenzregister verzeichnete Interessenvertreter an den Aktivitäten der Intergroups mitwirken. Zudem müssen die Gruppen jährlich eine Erklärung über ihre finanziellen Interessen veröffentlichen.
Die Intergroups dürfen weder den Namen noch das Logo des Parlaments oder der Fraktionen verwenden und keine Stellungnahmen im Namen des Parlaments abgeben. Ihre Aktivitäten müssen klar von den offiziellen Tätigkeiten des Parlaments abgegrenzt werden, um Verwechslungen zu vermeiden.

## Bedeutung und Einfluss
Intergroups spielen eine wichtige Rolle bei der Förderung des Dialogs und der Zusammenarbeit zwischen den Fraktionen und der Zivilgesellschaft. Sie tragen dazu bei, spezifische Themen auf die politische Agenda zu setzen und die politische Debatte im Europäischen Parlament zu bereichern.
Die Arbeit der Intergroups wird in Medien und wissenschaftlichen Publikationen thematisiert. Experten betonen ihre Bedeutung für die Förderung des politischen Diskurses und die Einbindung der Zivilgesellschaft in den politischen Prozess.